# IC 4973
IC 4973 ist eine Balken-Spiralgalaxie vom Hubble-Typ SBc im Sternbild Pfau am Südsternhimmel. Sie ist schätzungsweise 510 Millionen Lichtjahre von der Milchstraße entfernt und hat einen Durchmesser von etwa 100.000 Lichtjahren.

Im selben Himmelsareal befindet sich u. a. die Galaxie IC 4980.
Das Objekt wurde am 3. Oktober 1901 von DeLisle Stewart entdeckt.